# 福塞尔格
福塞尔格（法語：Faussergues，法語發音：[fosɛʁɡ]）是法国奧克西塔尼大區塔恩省的一个市镇，属于阿尔比区。

## 地理
福塞尔格（44°2'17"N, 2°26'26"E）面积14.84 平方千米，位于法国奧克西塔尼大區塔恩省，该省份为法国南部内陆省份，北起顺时针与阿韦龙省、埃罗省、奥德省、上加龙省和塔恩-加龙省接壤。
与福塞尔格接壤的市镇（或旧市镇、城区）包括：莱代尔格、圣让代尔努、勒杜恩、莱达和庞蒂耶、帕迪耶斯、圣米歇尔拉巴迪耶、瓦朗斯达尔比茹瓦。

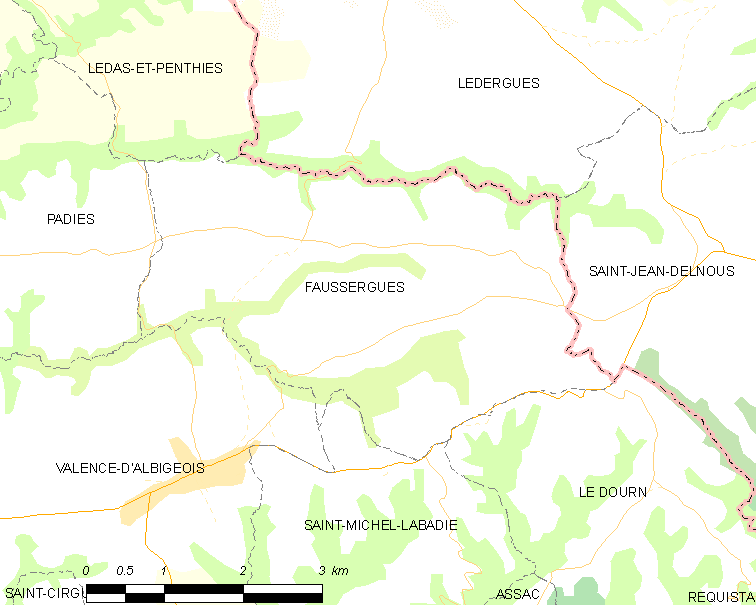
福塞尔格的OSM定位图

福塞尔格的时区为UTC+01:00、UTC+02:00（夏令时）。

## 行政
福塞尔格的邮政编码为81340，INSEE市镇编码为81089。

## 政治
福塞尔格所属的省级选区为卡尔莫第一县。

## 人口

1962-2008年间福塞尔格人口变化图示

福塞尔格于2022年1月1日时的人口数量为137人。